# Jean-Baptiste Chassagne
Pour les articles homonymes, voir Chassagne.
Jean-Baptiste Chassagne, né le 2 juillet 1902 à Anglards-de-Salers (Cantal) et mort le 20 octobre 1995 à Donnery (Loiret), est un homme politique français.

## Détail des fonctions et des mandats
Mandats parlementaires
- 8 mai 1967 - 30 mai 1968 : Député de la 1re circonscription du Loiret
- 13 août 1968 - 1er avril 1973 : Député de la 1re circonscription du Loiret